# Cinquantenario dell'Unità d'Italia (francobolli)

Francobollo da 10 centesimi della serie per il Cinquantenario dell'Unità d'Italia

Cinquantenario dell'Unità d'Italia è una serie di quattro francobolli emessi nel Regno d'Italia prima il 1º maggio 1911, poi riemessi soprastampati il 1º marzo 1913.
Come è possibile evincere dal nome, la serie commemorava il cinquantenario dell'Unità d'Italia.

## Notizie storico-filateliche
Il primo maggio del 1911 il Regno d'Italia emise la seconda serie di francobolli commemorativi: la prima era stata dedicata all'annessione delle provincie meridionali ed aveva in vignetta l'effigie di Giuseppe Garibaldi. Al fine di finanziare il Comitato promotore dei festeggiamenti era previsto un sovrapprezzo di 5 centesimi non indicato nella vignetta. Le vignette furono realizzate da tre bozzettisti: Augusto Sezanne ideò i 2 centesimi in colore bruno, Enzo Morelli i 5 centesimi in verde e Vittorio Grassi le due da 10 e 15 centesimi rispettivamente in rosso e grigio.
Nella vignetta del francobollo da 2 centesimi era raffigurata una spada, simbolo della raggiunta unità attraverso il martirio degli eroi. La vignetta del francobollo da 5 centesimi era illustrata con un cavaliere simbolicamente in lotta per la libertà e quella del valore da 10 centesimi con un altro cavaliere che abbevera il cavallo alla Sacra Fonte Giuturna.. Il francobollo da 15 centesimi presentava il serpente che si morde la coda intorno alla scritta Dea Roma. Con questa serie l'Officina Carte Valori di Torino inizia la produzione di carte valori stampate in calcografia.

## Notizie tecniche
Tirature: per il valore da 2 centesimi bruno 4.225.000 esemplari, per il valore da 5 centesimi verde 5.700.000 esemplari, per il valore da 10 centesimi rosso 3.150.000 esemplari, per il valore da 15 centesimi ardesia 4.950.000 esemplari.
Validità: 31 dicembre 1913 resi validi fino ad esaurimento dopo aver subito la soprastampa.
Fogli: da 100 esemplari.
Dentellatura: 14 X 13 ½ lineare.
Filigrana: assente.
Incisore: Alberto Repettati.
Varietà: sono noti esemplari senza soprastampa non dentellati. Con la soprastampa sono note varietà con le cifre disallineate e con differenti spaziature.